# Tarnos
Tarnos (gaskonsko Tarnòs) je naselje in občina v francoskem departmaju Landes regije Akvitanije. Naselje je leta 2010 imelo 11.906 prebivalcev.

## Geografija
Kraj leži v pokrajini Gaskonji 6 km severno od središča Bayonna, 42 km jugozahodno od Daxa. Na obali Biskajskega zaliva 4 km severozahodno od Tarnosa se nahaja letovišče Tarnos-Plage. 

## Uprava
Občina Tarnos skupaj s sosednjimi občinami Biarrotte, Biaudos, Ondres, Saint-André-de-Seignanx, Saint-Barthélemy, Saint-Laurent-de-Gosse in Saint-Martin-de-Seignanx sestavlja kanton Saint-Martin-de-Seignanx s sedežem v Saint-Martinu. Kanton je sestavni del okrožja Dax.

## Zanimivosti
- romanska cerkev sv. Vincenca diakona,
- cerkev Notre-Dame des Forges, postaja na primorski varianti romarske poti v Santiago de Compostelo, imenovani Voie de Soulac.

## Pobratena mesta
- Serpa (Portugalska);